# Цаунер, Франц Антон
Франц Антон Цаунер Эдлер фон Фальпетан (нем. Franz Anton Zauner Edler von Falpetan; 5 июля 1746, Унтерфальпетан, Каунерберг, Тироль — 3 марта 1822, Вена) — австрийский скульптор, представитель раннего классицизма. Считается преемником Георга Рафаэля Доннера в роли первого скульптора новой венской школы.

## Биография
Биографы расходятся во мнениях относительно названия места его рождения, которое в течение времени называлось по-разному: Фальпатaн, Фельдпатан, Каунс, Конуцберг, или года его рождения, который фигурирует как 1746 и 1748.
Известно, что он родился в захудалой деревушке в Унтеринтале, в семье бедных родителей, и ему едва исполнился год, когда он потерял отца. Мать, урождённая Дойчман, отдавала все свои заботы сыну, насколько позволяли обстоятельства — у неё было пятеро детей, — она поддержала его желание стать художником, а местный скульптор помог ему развить навыки резьбы по дереву. Когда ему было десять лет, Франц Антон поступил в ученики к дяде, у которого была мастерская резьбы по камню, и оставался там десять лет. В 1766 году он был зачислен в Академию изобразительных искусств в Вене.
Тем временем могущественный покровитель искусств, государственный канцлер Кауниц, узнал об искусстве Цаунера. Поскольку князь руководил работами по благоустройству Шёнбрунна, он поручил ему создание фонтана в парке дворца. Модель получила одобрение и Цаунеру было поручено выполнение его замысла. Успех этой работы позволил ему отправиться пенсионером в Рим, где он находился с 1776 по 1781 год, вначале под присмотром художника Антона Рафаэля Менгса. Он проработал в Вечном городе пять лет, после чего вернулся в Вену законченным художником. В 1782 году стал учёным советником и адъюнкт-профессором, в 1784 году — полным профессором скульптуры, а затем, в 1806 году директором Академии.
1 сентября 1784 года он был принят в масонскую ложу «За истинное единство» (Zur wahren Eintracht), членом которой также был Йозеф Гайдн, а Вольфганг Амадей Моцарт был частым гостем, а также вступил в ложу «За правду» (Zur Wahrheit).
Его главные произведения — конная статуя императора Священной Римской империи Иосифа II, за которую в 1807 году он был возведён в рыцарское достоинство с предикатом Эдлер фон Фельдпатaн (Фальпетан). Цаунер создал кенотаф Леопольда II в церкви августинцев в Вене. Он также создал кенотаф фельдмаршала Лаудона, район Пенцинг, Вена.
В своём творчестве Цаунер преодолевал наследие барочности в скульптуре своего времени и стремился следовать античным образцам.
Франц Антон Цаунер скончался в Вене, похоронен на католическом кладбище в Вене-Мацляйнсдорф (ныне Вальдмюллерпарк). В 1894 году в 3-м районе Вены была названа улица в его честь (Zaunergasse).

## Галерея

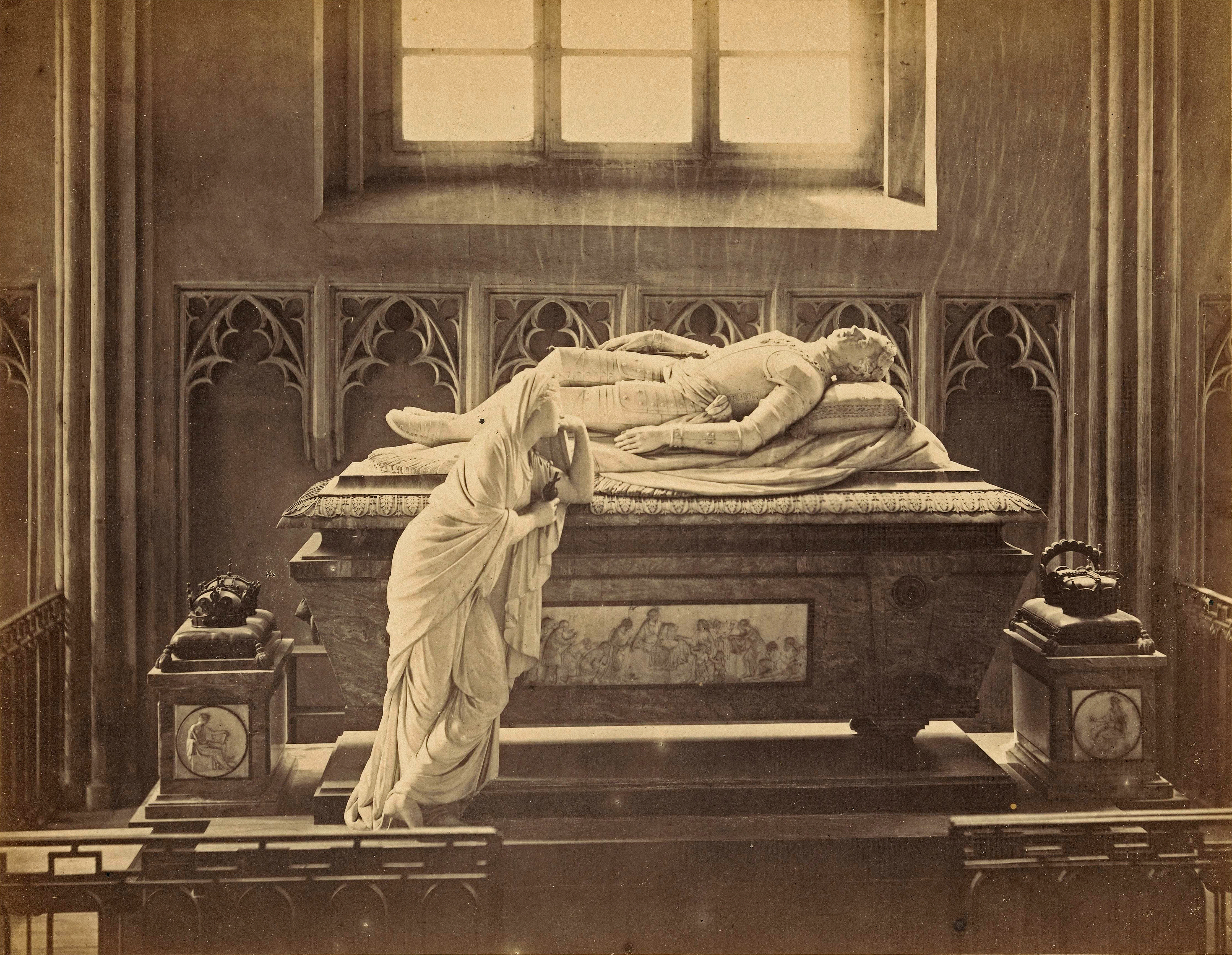
Кенотаф Леопольда II. Церковь августинцев, Вена. Фотография ок. 1900
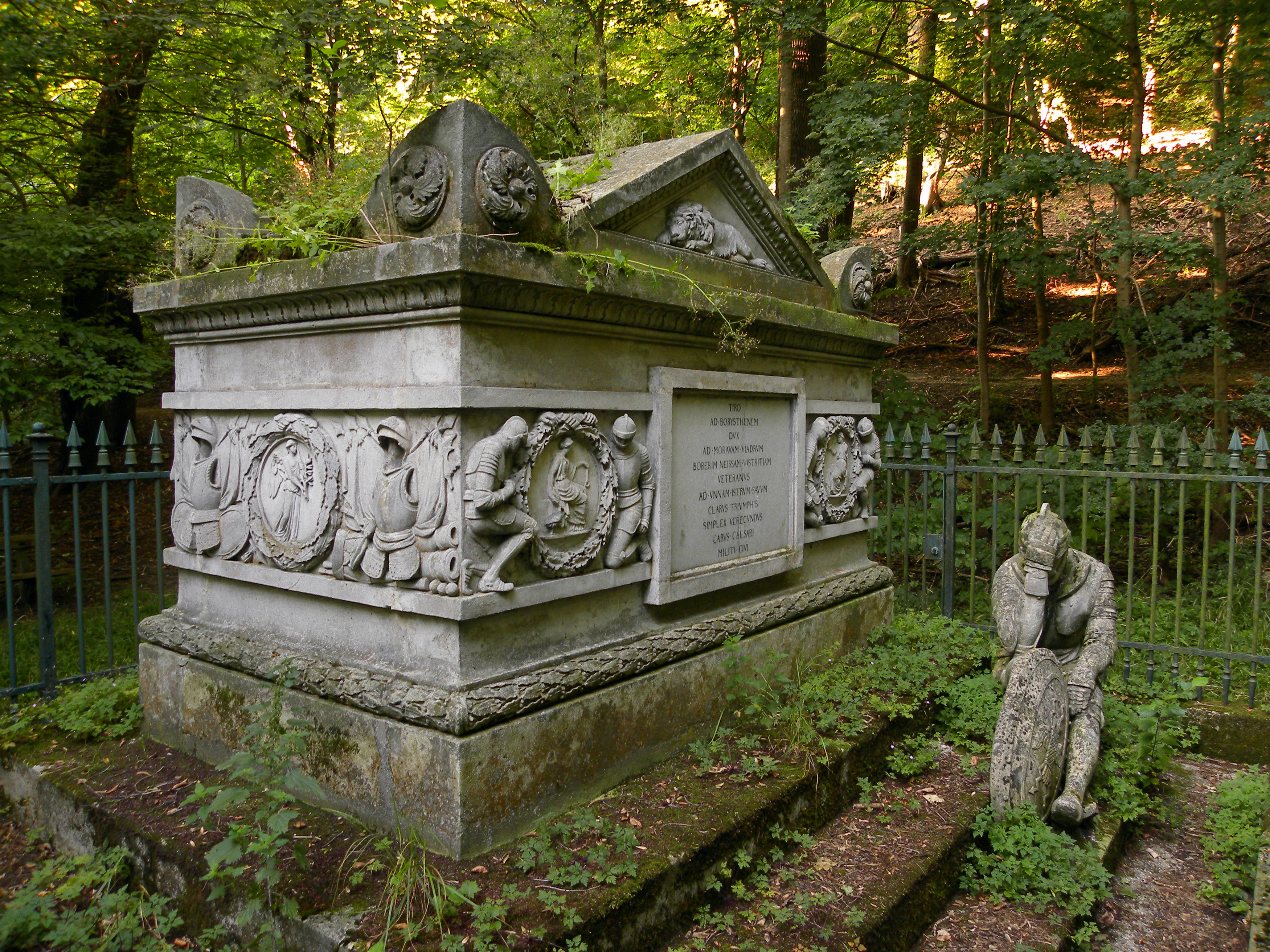
Кенотаф фельдмаршала Э. Лаудона. 1791. Пенцинг, Вена
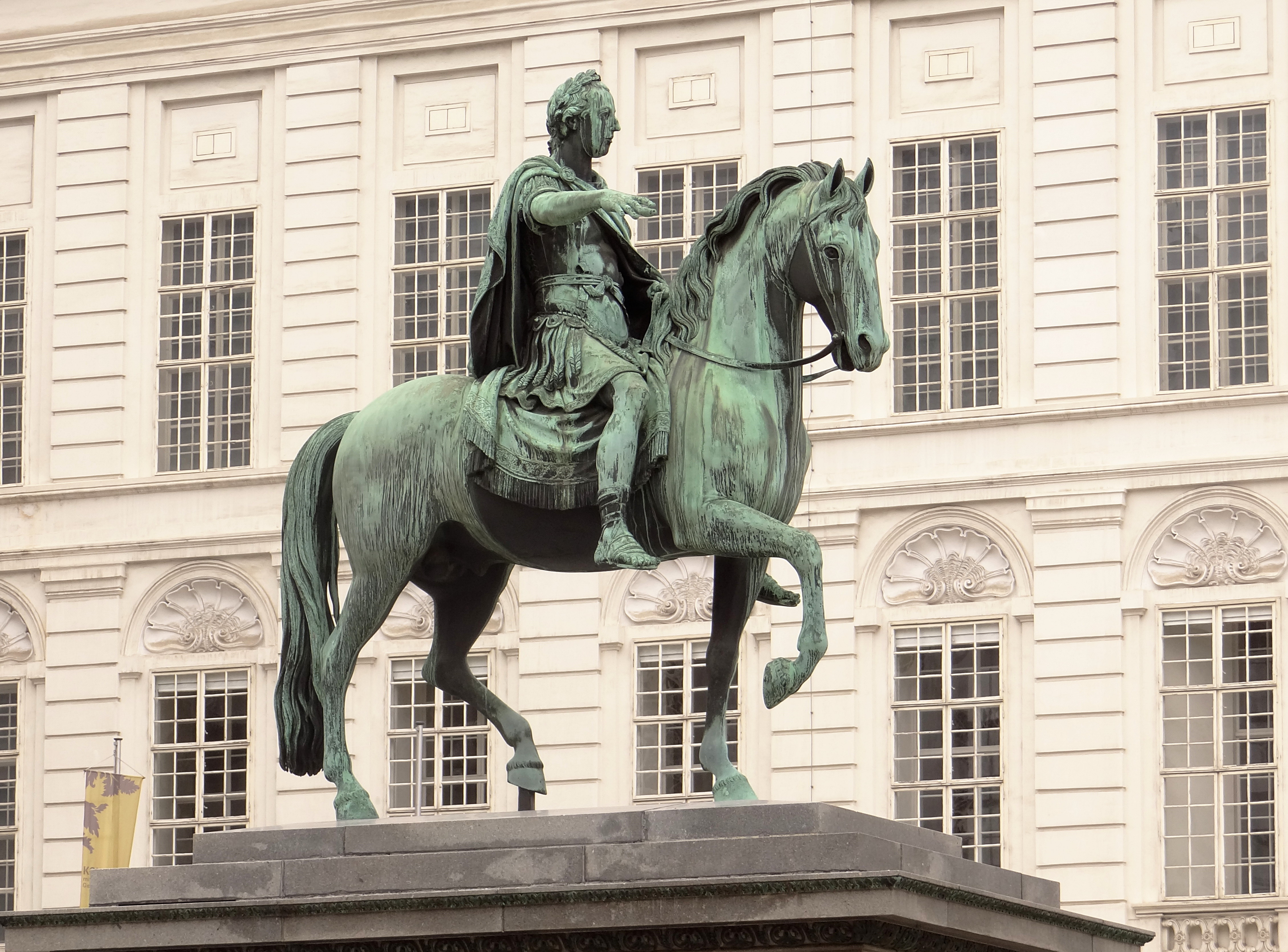
Памятник императору Иосифу II. 1795-1807. Йозеф-плац, Вена
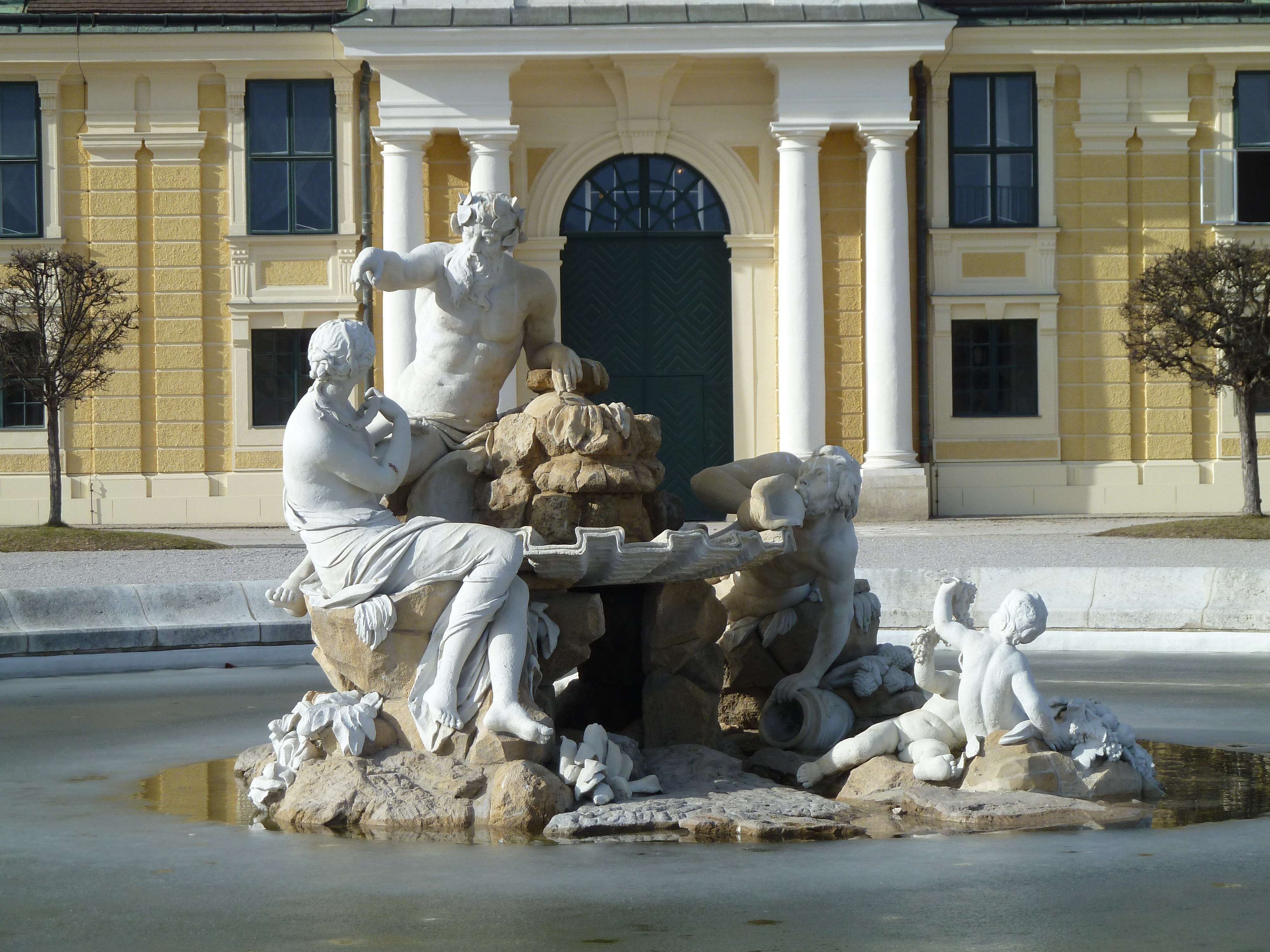
Фонтан «Реки Австрии» (Donau, Inn und Enns) в Шёнбрунне зимой
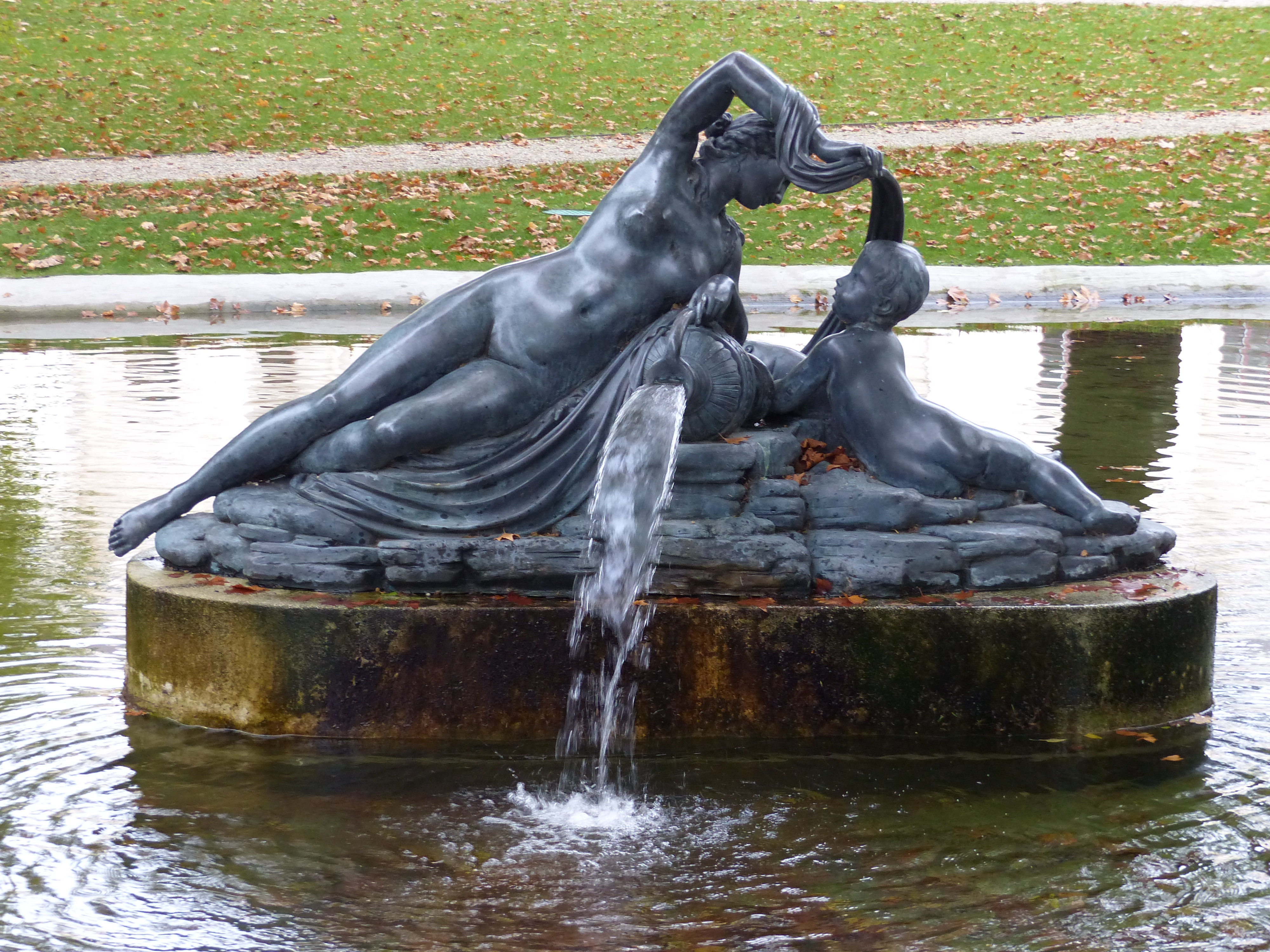
Фонтан в парке Лихтенштейн, Вена
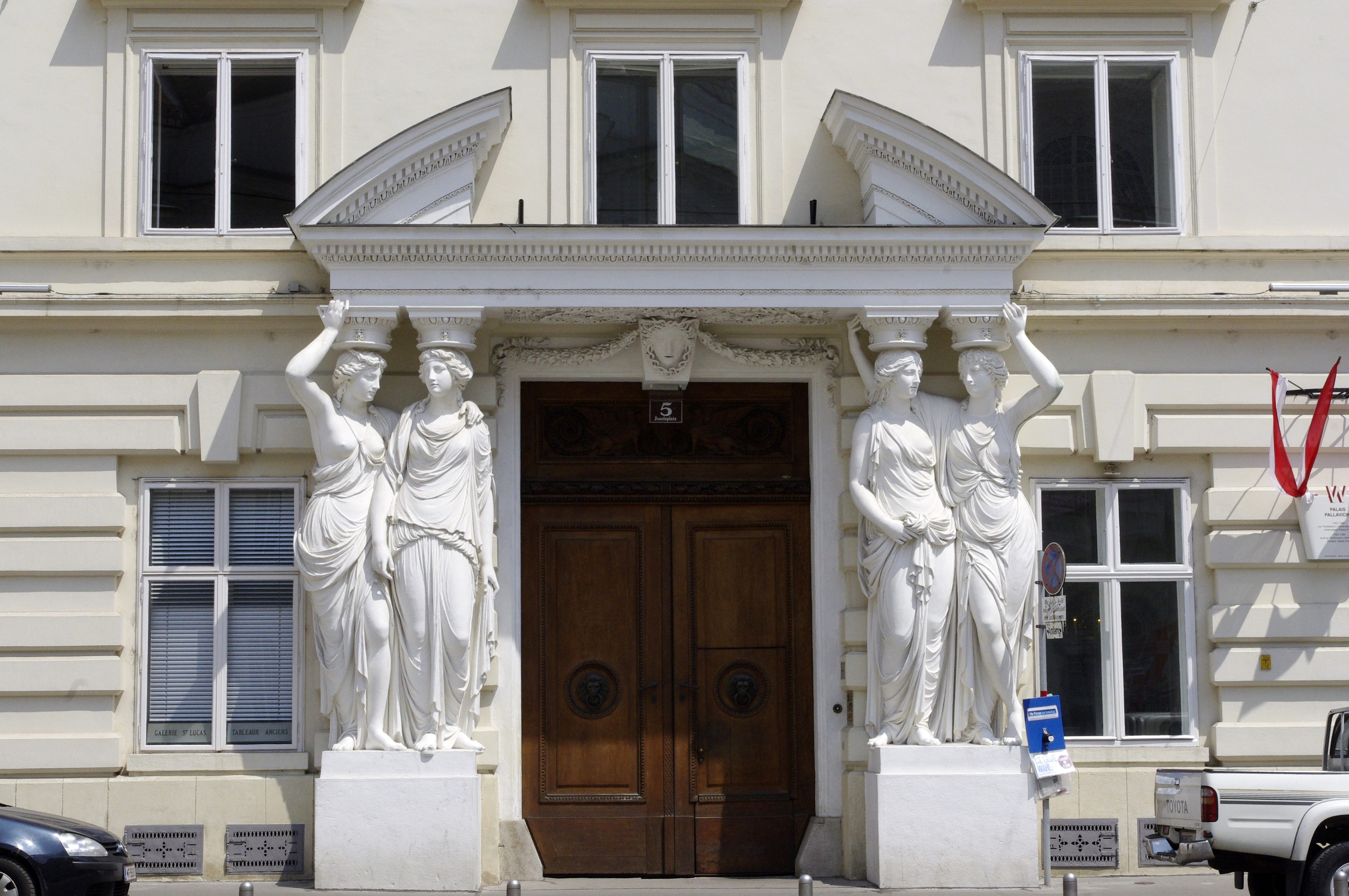
Кариатиды дворца Паллавичини. Йозеф-плац, Вена
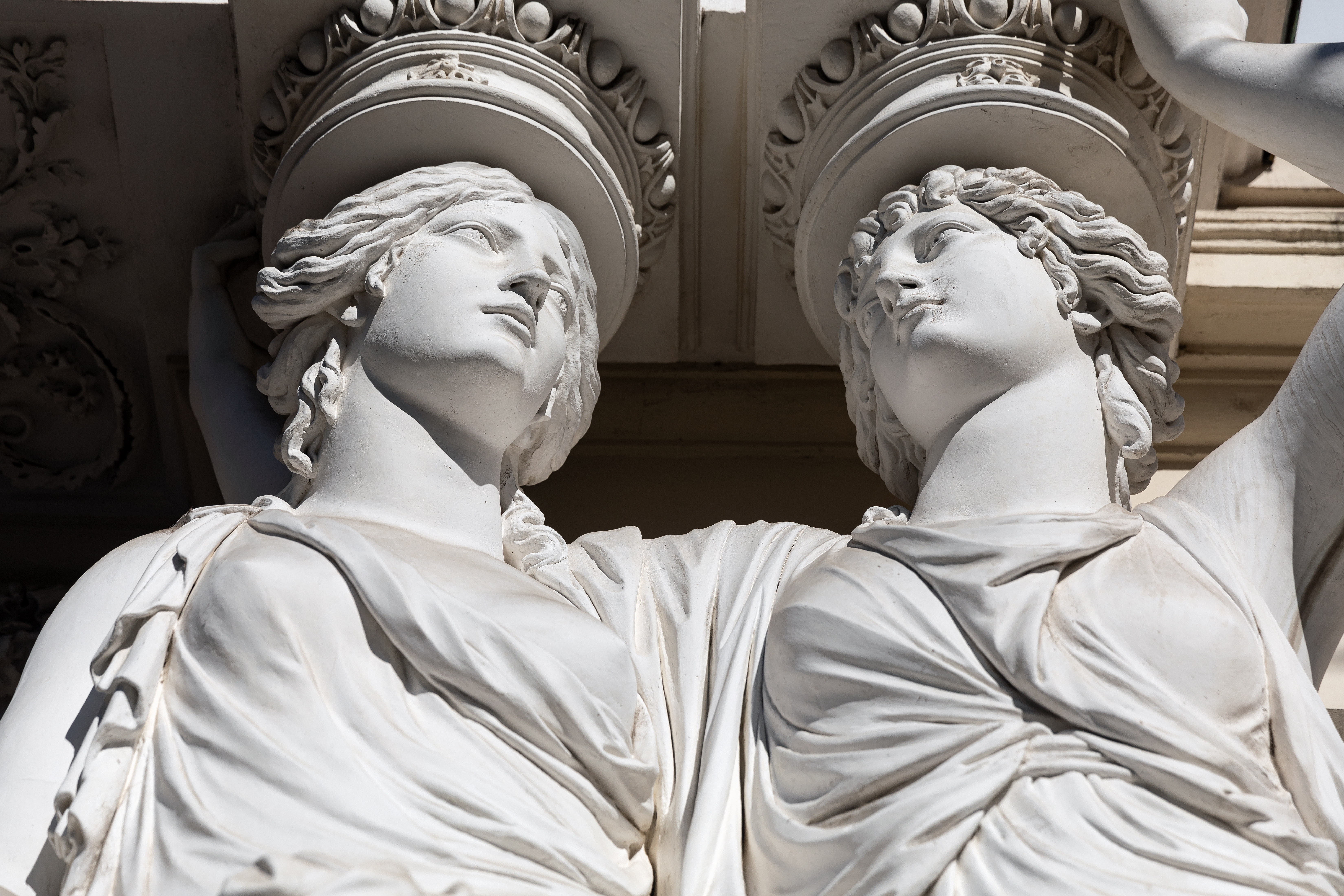
Кариатиды. Деталь